# Pažurovec
Pažurovec is een plaats in de gemeente Budinščina in de Kroatische provincie Krapina-Zagorje. De plaats telt 89 inwoners (2001).